# Bobby Porcelli
Roberto „Bobby“ Porcelli (*  16. Dezember 1937 in New York City) ist ein US-amerikanischer Jazz-Saxophonist und Flötist, den T. S. Monk als einen der am meisten unterschätzten Altsaxophonisten aller Zeiten bezeichnete.

## Leben und Wirken
Porcelli wurde nach der Highschool von dem Salsaposaunisten Barry Rogers gefördert. Er hatte Flötenunterricht bei Harold Bennett, studierte an der New Yorker Columbia University und spielte – beeinflusst von Paul Desmond – zunächst Altsaxophon. Er war zu Beginn seiner Karriere Mitglied der Band des Tenorsaxophonisten Hugo Dickens, die Jazz, Latin und R&B spielte und der auch Pete LaRoca und Larry Gales angehörten. Er arbeitete dann in der New Yorker Latin-Jazz-Szene u. a. mit Sabu Martinez (mit dem 1960 erste Aufnahmen entstanden), ab 1963 bei Tito Rodríguez und ab 1965 bei Machito. Im folgenden Jahr begann seine dreißig Jahre währende Verbindung mit Tito Puente, ferner arbeitete er mit Thelonious Monk, Sabu Martinez, Arturo O’Farrills Afro Latin Jazz Orchestra, Celia Cruz, Mongo Santamaría, Eddie Palmieri, Chico O’Farrill, Willie Colón, George Benson (1969), Joe Henderson, Cedar Walton und Bobby Watson.
In den 1970er Jahren arbeitete er mit dem Trompeter und Arrangeur Don Sickler an der Veröffentlichung von zwei Songbooks mit Transkriptionen der Soli von John Coltrane und Joe Henderson. Unter eigenem Namen spielte er in den 1980er Jahren zwei Alben für das italienische Label Splas(h) ein (Bursting 1986 bzw. Rising 1989), an denen auch der Trompeter Flavio Boltro mitwirkte; ab den 1990er Jahren arbeitete er mit T. S. Monk. Im Bereich des Jazz war er zwischen 1960 und 2013 an 76 Aufnahmesessions beteiligt, unter anderem auch mit Charli Persip, Kevin Mahogany, Don Sickler, The Bronx Horns um Ray Vega, Mark Murphy, Cecila Coleman und Tina May. 1988 wirkte er als Sessionmusiker mit den Talking Heads (Naked). 2002 nahm er mit dem New Stories Trio das Album Hope Is in the Air - The Music of Elmo Hope (Origin Records) auf.